# Adriano Galliani
Adriano Galliani (né le 30 juillet 1944 à Monza, en Lombardie) est un dirigeant de football et homme politique italien. Il a été vice-président de l'AC Milan. Depuis le 4 mars 2018, il est sénateur pour le groupe Forza Italia.

## Biographie
Adriano Galliani est largement reconnu pour son action au sein du club de l'AC Milan, où il fut directeur général et président entre 2004 et 2006 (remplaçant Silvio Berlusconi).
Néanmoins, en raison du Calciopoli (affaire des matchs truqués dans le championnat d'Italie) durant l'été 2006, il a dû se retirer de son poste, en effet la justice décida de lui interdire tout lien avec le football durant un an, par conséquent il ne peut prétendre à des rôles administratifs.
Cette condamnation fut réduite à neuf mois puis à cinq mois en jugement d'appel.
Il est cité dans l'affaire des Panama Papers en avril 2016.
Le 4 mars 2018, il devient sénateur de la XVIIIe législature de la République italienne pour le groupe parlementaire Forza Italia.